# KBO 리그 몸에 맞는 공 관련 기록

## 통산 기록

### 개인 통산 최다 몸에 맞는 공 순위 (타자)
- 아래 기록은 2015년 4월 19일 후 기록이다. 10위 이후의 기록 /기록 추이 /연도별 통산 순위는 한국 프로 야구 개인 통산 최다 몸에 맞는 공 항목 참조.

(진한 색 줄은 현역)
| 순위 | 기록  | 선수   | 소속                         | 기간               | 시즌 수  | 통산 경기수 | 1개당 타석수 | 주석 및 기타 |
| 1    | 184개 | 최정   | SK                           | 2005 -             | 11시즌 - | 1055경기 -  |              |              |
| 2    | 166개 | 박경완 | 쌍방울 - 현대 - SK           | 1991 - 2013년      | 23시즌   | 2043경기    | 44.1타석     |              |
| 3    | 161개 | 박종호 | LG - 현대 - 삼성 - LG        | 1992 - 2009년      | 18시즌   | 1539경기    | 36.7타석     |              |
| 4    | 156개 | 박석민 | 삼성 - NC                    | 2004-05, 2008-16년 | 11시즌   |             |              |              |
| 5    | 148개 | 김한수 | 삼성                         | 1994 - 2007년      | 14시즌   | 1497경기    | 39.5타석     |              |
| 6    | 147개 | 김동주 | OB - 두산                    | 1998 - 2014        | 17시즌 - | 1625경기 -  | 44.8타석     |              |
| 7    | 145개 | 송지만 | 한화 - 현대 - 넥센           | 1996 - 2014년      | 19시즌   | 1938경기    | 52.4타석     |              |
| 8    | 133개 | 김재현 | LG - SK                      | 1994 - 2010년      | 17시즌   | 1770경기    | 51.5타석     |              |
| 9    | 131개 | 장종훈 | 빙그레 - 한화                | 1987 - 2005년      | 19시즌   | 1950경기    | 56.3타석     |              |
| 10   | 130개 | 김동수 | LG - 삼성 - SK - 현대 - 우리 | 1990 - 2009년      | 20시즌   | 2039경기    | 53.4타석     |              |
| 11   | 129개 | 이대호 | 롯데                         | 2001 - 2011년      | 11시즌   | 1150경기    | 36.4타석     |              |

### 개인 통산 최다 몸에 맞는 공 기록 추이 (타자)
| 기록  | 선수   | 소속 | 날짜        | 구장 | 상대 팀 | 상대 투수 | 경기 결과 | 타석수 | 경기수   | 달성 당시 나이 | 주석 및 기타 |
| 18개  | 김인식 | MBC  | 1982년      |      |         |           |           |        |          |                |              |
| 166개 | 박경완 | SK   | 2013년      |      |         |           |           |        | 2043경기 |                | 23시즌       |
| 167개 | 최정   | SK   | 2016. 04.28 | 잠실 | 두산    | 정재훈    |           |        |          |                | 12시즌       |

## 시즌 기록
KBO 리그에서 한 시즌 동안 가장 많은 몸에 맞는 공을 기록한 선수는 박종호이다. 그는 현대 소속이던 1999년. 119경기에 출장해 몸에 맞는 공 31개를 기록했다. 3.83경기당 1개 꼴이었다.
메이저 리그의 한 시즌 개인 최다 몸에 맞는 공 기록은 1896년 볼티모어 오리올스의 제이 휴닝스가 세운 51개이다. 20세기 이후 최다 기록은 1971년 몬트리올 엑스포스, 론 헌트의 50개이다.

### 개인 한 시즌 최다 몸에 맞는 공 기록 추이
| 기록 | 연도   | 선수   | 소속 | 팀 경기수 | 시즌 타율 | 주석 및 기타 |
| 18개 | 1982년 | 김인식 | MBC  |           |           |              |
| 22개 | 1995년 | 공필성 | 롯데 |           |           |              |
| 23개 | 1998년 | 최익성 | 삼성 |           |           |              |
| 31개 | 1999년 | 박종호 | 현대 |           |           |              |

## 한 경기 기록

#### 한 경기 개인 최다 몸에 맞는 공 기록 (타자)
| 기록 | 선수   | 팀                   | 날짜         | 구장 | 경기 결과 | 주석 및 기타 |
| 3개  | 이만수 | 삼성(1개) : MBC(3개) | 1985. 09. 10 | 대구 | 해태      | 외 9명       |

## 연속 기록

### 연타석 몸에 맞는 공 (타자)
| 기록    | 선수   | 소속 | 날짜               | 구장 | 상대팀 | 경기 결과 | 주석 및 기타           |
| 3연타석 | 김인식 | MBC  | 1984. 05. 15 - 16. |      |        |           | 이만수 외 4명도 기록함 |